# Tom Sandberg
Tom Sandberg (n. 6 august 1955, Mo i Rana, Nordland, Norvegia) este un sportiv ce a reprezentat Norvegia, medaliat olimpic. A participat la 3 ediții ale Jocurilor Olimpice (1976, 1980, 1984) în care a câștigat o medalie de aur.